# Copa Verde de Futebol de 2016
A Copa Verde de 2016 foi a terceira edição da competição de futebol realizada entre clubes brasileiros dos estados da região Norte e da região Centro-Oeste, além do estado do Espírito Santo. A competição contou com 18 times participantes, que foram escolhidos a partir de seu desempenho nos campeonatos estaduais e pela posição no Ranking da CBF.
Na final entre Gama e Paysandu, a equipe paraense conquistou o título pela primeira vez. Após vencer a primeira partida por 2–0, em Belém, a equipe segurou a vantagem e ficou com o troféu após perder por 2–1 no jogo da volta, em Gama. Além do título, o Paysandu também garantiria uma vaga na Copa Sul-Americana de 2017, mas teve a classificação revogada após a CONMEBOL reformular as competições sul-americanas de 2017. Em compensação, o clube ganhou uma vaga diretamente às oitavas de final da Copa do Brasil de 2017.

## Formato e regulamento
Apesar de o calendário inicial divulgado pela CBF ter se baseado no formato da edição de 2015, a entidade anunciou mudanças no torneio de 2016 em dezembro, o que aumentou o número de participantes, incluiu equipes de Goiás e criou uma fase preliminar antes das oitavas de final.
A mudança mais polêmica ficou por conta da forma de classificação para a competição. Anteriormente, era levada em conta apenas a colocação nos campeonatos estaduais do ano anterior, mas o critério para 2016 incluiu também participantes bem posicionados no Ranking da CBF, englobando clubes que não estariam classificados anteriormente como Vila Nova, Paysandu, Águia de Marabá e Luverdense. De acordo com o vice-presidente da CBF Antonio Carlos Nunes de Lima, conhecido por Coronel Nunes, a mudança na forma de classificação aconteceu a pedido do canal Esporte Interativo, a fim de incluir o Paysandu na competição. O canal de televisão, contudo, negou as afirmações e declarou que tanto a fórmula de disputa quanto os critérios de acesso à Copa Verde foram definidos pela CBF.
Antes classificados, Independente-PA e Parauapebas perderam suas vagas e indicaram acionar a Justiça para retornar à competição. Outro clube prejudicado com as mudanças, o Operário VG ameaçou processar a Federação Mato-Grossense de Futebol. Apesar das queixas, nenhuma ação foi adiante.

## Transmissão
Em parceria com a CBF no custeio das despesas dos times na competição, o canal Esporte Interativo ficou a cargo das transmissões dos jogos.

## Participantes

### Estaduais e seletivas
| UF                 | Clube           | Cidade               | Forma de Classificação               | Estádio (mando)   | Capacidade | Títulos        |
| ------------------ | --------------- | -------------------- | ------------------------------------ | ----------------- | ---------- | -------------- |
| Acre               | Rio Branco-AC   | Rio Branco           | Campeão do Estadual 2015             | Arena da Floresta | 20 000     | 0 (não possui) |
| Amapá              | Santos-AP       | Macapá               | Campeão do Estadual 2015             | Zerão             | 13 680     | 0 (não possui) |
| Amazonas           | Nacional-AM     | Manaus               | Campeão do Estadual 2015             | Arena da Amazônia | 44 000     | 0 (não possui) |
| Amazonas           | Fast Clube      | Manaus               | Campeão da Copa Amazonas 2015        | Colina            | 10 451     | 0 (não possui) |
| Distrito Federal   | Gama            | Gama                 | Campeão do Metropolitano 2015        | Bezerrão          | 20 310     | 0 (não possui) |
| Distrito Federal   | Brasília        | Brasília             | Vice-campeão do Metropolitano 2015   | Mané Garrincha    | 72 788     | 1 (2014)       |
| Espírito Santo     | Espírito Santo  | Vitória              | Campeão da Copa Espírito Santo 2015  | Kléber Andrade    | 21 000     | 0 (não possui) |
| Goiás              | Aparecidense[a] | Aparecida de Goiânia | Vice-campeão do Estadual 2015        | Annibal Batista   | 4 800      | 0 (não possui) |
| Mato Grosso        | Cuiabá          | Cuiabá               | Campeão do Estadual 2015             | Arena Pantanal    | 44 000     | 1 (2015)       |
| Mato Grosso do Sul | Comercial-MS    | Campo Grande         | Campeão do Estadual 2015             | Moreninhas        | 4 500      | 0 (não possui) |
| Pará               | Remo            | Belém                | Campeão do Estadual 2015             | Mangueirão        | 45 007     | 0 (não possui) |
| Rondônia           | Genus           | Porto Velho          | Campeão do 2º turno do Estadual 2015 | Aluizão           | 5 000      | 0 (não possui) |
| Roraima            | Náutico-RR      | Caracaraí            | Campeão do Estadual 2015             | Ribeirão          | 1 500      | 0 (não possui) |
| Tocantins          | Interporto      | Porto Nacional       | Vice-campeão do Estadual 2015        | General Sampaio   | 2 000      | 0 (não possui) |

- a. ^  O Goiás, campeão do Estadual de 2015, foi convidado oficialmente, mas se recusou a participar da competição.[7][13]

### Ranking da CBF
| UF          | Clube           | Cidade             | Forma de Classificação         | Estádio (mando)   | Capacidade | Títulos        |
| ----------- | --------------- | ------------------ | ------------------------------ | ----------------- | ---------- | -------------- |
| Goiás       | Vila Nova[b]    | Goiânia            | 44º colocado no Ranking da CBF | Serra Dourada     | 42 000     | 0 (não possui) |
| Mato Grosso | Luverdense      | Lucas do Rio Verde | 36º colocado no Ranking da CBF | Passo das Emas    | 10 000     | 0 (não possui) |
| Pará        | Paysandu        | Belém              | 30º colocado no Ranking da CBF | Curuzu            | 16 200     | 0 (não possui) |
| Pará        | Águia de Marabá | Marabá             | 55º colocado no Ranking da CBF | Zinho de Oliveira | 5 000      | 0 (não possui) |

- b. ^  O Atlético Goianiense, 28º colocado no Ranking da CBF, foi convidado oficialmente, mas se recusou a participar da competição.[7][13]

## Confrontos
A tabela dos confrontos foi divulgada pela CBF em 8 de dezembro.
Em itálico, as equipes que possuem o mando de campo no primeiro jogo do confronto e em negrito as equipes classificadas.

### Fase preliminar
| Equipe 1   | Total | Equipe 2        | 1.º jogo | 2.º jogo |
| ---------- | ----- | --------------- | -------- | -------- |
| Fast Clube | 0–4   | Águia de Marabá | 0–1      | 0–3      |
| Brasília   | 1–2   | Vila Nova       | 1–1      | 0–1      |

### Tabela até a final
|  | Oitavas de final | Oitavas de final | Oitavas de final | Oitavas de final |       |             | Quartas de final          | Quartas de final          | Quartas de final          | Quartas de final          |  |              | Semifinais       | Semifinais       | Semifinais       | Semifinais       |          |   | Final          | Final          | Final          | Final          |
|  | 9 a 27 de março  | 9 a 27 de março  | 9 a 27 de março  | 9 a 27 de março  |       |             | 23 de março a 14 de abril | 23 de março a 14 de abril | 23 de março a 14 de abril | 23 de março a 14 de abril |  |              | 20 e 23 de abril | 20 e 23 de abril | 20 e 23 de abril | 20 e 23 de abril |          |   | 3 e 10 de maio | 3 e 10 de maio | 3 e 10 de maio | 3 e 10 de maio |
|  |                  |                  |                  |                  |       |             |                           |                           |                           |                           |  |              |                  |                  |                  |                  |          |   |                |                |                |                |
|  | Fast Clube       | 1                | 0                | 1                |       |             |                           |                           |                           |                           |  |              |                  |                  |                  |                  |          |   |                |                |                |                |
|  | Paysandu         | 1                | 3                | 4                |       |             |                           |                           |                           |                           |  |              |                  |                  |                  |                  |          |   |                |                |                |                |
|  | Paysandu         | 1                | 3                | 4                |       | Paysandu    | 1                         | 5                         | 6                         |                           |  |              |                  |                  |                  |                  |          |   |                |                |                |                |
|  |                  |                  |                  |                  |       | Paysandu    | 1                         | 5                         | 6                         |                           |  |              |                  |                  |                  |                  |          |   |                |                |                |                |
|  |                  | Rio Branco-AC    | 0                | 2                | 2     |             |                           |                           |                           |                           |  |              |                  |                  |                  |                  |          |   |                |                |                |                |
|  | Genus            | Rio Branco-AC    | 0                | 2                | 2     | 2           | –                         | –                         |                           |                           |  |              |                  |                  |                  |                  |          |   |                |                |                |                |
|  | Genus            |                  |                  |                  |       | 2           | –                         | –                         |                           |                           |  |              |                  |                  |                  |                  |          |   |                |                |                |                |
|  | Rio Branco-AC    | 1                | –                | –                |       |             |                           |                           |                           |                           |  |              |                  |                  |                  |                  |          |   |                |                |                |                |
|  | Rio Branco-AC    | 1                | –                | –                |       |             |                           |                           |                           |                           |  | Paysandu     | 2                | 4                | 6                |                  |          |   |                |                |                |                |
|  |                  |                  |                  |                  |       |             |                           |                           |                           |                           |  | Paysandu     | 2                | 4                | 6                |                  |          |   |                |                |                |                |
|  |                  | Remo             | 1                | 2                | 3     |             |                           |                           |                           |                           |  |              |                  |                  |                  |                  |          |   |                |                |                |                |
|  | Santos-AP        | Remo             | 1                | 2                | 3     | 3           | 2                         | 5                         |                           |                           |  |              |                  |                  |                  |                  |          |   |                |                |                |                |
|  | Santos-AP        |                  |                  |                  |       | 3           | 2                         | 5                         |                           |                           |  |              |                  |                  |                  |                  |          |   |                |                |                |                |
|  | Nacional-AM      | 3                | 4                | 7                |       |             |                           |                           |                           |                           |  |              |                  |                  |                  |                  |          |   |                |                |                |                |
|  | Nacional-AM      | 3                | 4                | 7                |       | Nacional-AM | 1                         | 0                         | 1                         |                           |  |              |                  |                  |                  |                  |          |   |                |                |                |                |
|  |                  |                  |                  |                  |       | Nacional-AM | 1                         | 0                         | 1                         |                           |  |              |                  |                  |                  |                  |          |   |                |                |                |                |
|  |                  | Remo             | 1                | 1                | 2     |             |                           |                           |                           |                           |  |              |                  |                  |                  |                  |          |   |                |                |                |                |
|  | Náutico-RR       | Remo             | 1                | 1                | 2     | 1           | 0                         | 1                         |                           |                           |  |              |                  |                  |                  |                  |          |   |                |                |                |                |
|  | Náutico-RR       |                  |                  |                  |       | 1           | 0                         | 1                         |                           |                           |  |              |                  |                  |                  |                  |          |   |                |                |                |                |
|  | Remo             | 3                | 4                | 7                |       |             |                           |                           |                           |                           |  |              |                  |                  |                  |                  |          |   |                |                |                |                |
|  | Remo             | 3                | 4                | 7                |       |             |                           |                           |                           |                           |  |              |                  |                  |                  |                  | Paysandu | 2 | 1              | 3              |                |                |
|  |                  |                  |                  |                  |       |             |                           |                           |                           |                           |  |              |                  |                  |                  |                  |          | 2 | 1              | 3              |                |                |
|  |                  | Gama             | 0                | 2                | 2     |             |                           |                           |                           |                           |  |              |                  |                  |                  |                  |          |   |                |                |                |                |
|  | Comercial-MS     | Gama             | 0                | 2                | 2     | 0           | 0                         | 0                         |                           |                           |  |              |                  |                  |                  |                  |          |   |                |                |                |                |
|  | Comercial-MS     |                  |                  |                  |       | 0           | 0                         | 0                         |                           |                           |  |              |                  |                  |                  |                  |          |   |                |                |                |                |
|  | Cuiabá           | 0                | 2                | 2                |       |             |                           |                           |                           |                           |  |              |                  |                  |                  |                  |          |   |                |                |                |                |
|  | Cuiabá           | 0                | 2                | 2                |       | Cuiabá      | 1                         | 1                         | 2                         |                           |  |              |                  |                  |                  |                  |          |   |                |                |                |                |
|  |                  |                  |                  |                  |       | Cuiabá      | 1                         | 1                         | 2                         |                           |  |              |                  |                  |                  |                  |          |   |                |                |                |                |
|  |                  | Aparecidense     | 3                | 0                | 3     |             |                           |                           |                           |                           |  |              |                  |                  |                  |                  |          |   |                |                |                |                |
|  | Espírito Santo   | Aparecidense     | 3                | 0                | 3     | 0           | 0                         | 0                         |                           |                           |  |              |                  |                  |                  |                  |          |   |                |                |                |                |
|  | Espírito Santo   |                  |                  |                  |       | 0           | 0                         | 0                         |                           |                           |  |              |                  |                  |                  |                  |          |   |                |                |                |                |
|  | Aparecidense     | 0                | 2                | 2                |       |             |                           |                           |                           |                           |  |              |                  |                  |                  |                  |          |   |                |                |                |                |
|  | Aparecidense     | 0                | 2                | 2                |       |             |                           |                           |                           |                           |  | Aparecidense | 1                | 2                | 3                |                  |          |   |                |                |                |                |
|  |                  |                  |                  |                  |       |             |                           |                           |                           |                           |  | Aparecidense | 1                | 2                | 3                |                  |          |   |                |                |                |                |
|  |                  | Gama             | 3                | 1                | 4     |             |                           |                           |                           |                           |  |              |                  |                  |                  |                  |          |   |                |                |                |                |
|  | Vila Nova        | Gama             | 3                | 1                | 4     | 4           | 1                         | 5                         |                           |                           |  |              |                  |                  |                  |                  |          |   |                |                |                |                |
|  | Vila Nova        |                  |                  |                  |       | 4           | 1                         | 5                         |                           |                           |  |              |                  |                  |                  |                  |          |   |                |                |                |                |
|  | Luverdense       | 0                | 0                | 0                |       |             |                           |                           |                           |                           |  |              |                  |                  |                  |                  |          |   |                |                |                |                |
|  | Luverdense       | 0                | 0                | 0                |       | Vila Nova   | 0                         | 0                         | 0 (3)                     |                           |  |              |                  |                  |                  |                  |          |   |                |                |                |                |
|  |                  |                  |                  |                  |       | Vila Nova   | 0                         | 0                         | 0 (3)                     |                           |  |              |                  |                  |                  |                  |          |   |                |                |                |                |
|  |                  | Gama (pen)       | 0                | 0                | 0 (4) |             |                           |                           |                           |                           |  |              |                  |                  |                  |                  |          |   |                |                |                |                |
|  | Interporto       | Gama (pen)       | 0                | 0                | 0 (4) | 1           | 0                         | 1                         |                           |                           |  |              |                  |                  |                  |                  |          |   |                |                |                |                |
|  | Interporto       |                  |                  |                  |       | 1           | 0                         | 1                         |                           |                           |  |              |                  |                  |                  |                  |          |   |                |                |                |                |
|  | Gama             | 1                | 3                | 4                |       |             |                           |                           |                           |                           |  |              |                  |                  |                  |                  |          |   |                |                |                |                |

### Ida
| 3 de maio | Paysandu                             | 2 – 0 | Gama | Estádio Mangueirão, Belém                                               |
| 20:30     | Celsinho 9' · Leandro Cearense 90+4' |       |      | Público: 24 160 Renda: R$ 728.014,00 Árbitro: TO Alisson Sidnei Furtado |

| Paysandu | Gama |

### Volta
| 10 de maio | Gama                           | 2 – 1 | Paysandu | Estádio Bezerrão, Gama                                                   |
| 20:30      | Rafael Grampola 73', 79' (pen) |       | 2' Raí   | Público: 8 036 Renda: R$ 120.830,00 Árbitro: GO Elmo Alves Resende Cunha |

| Gama | Paysandu |

## Premiação
| Copa Verde de Futebol de 2016           |
| Pará                                    |
| --------------------------------------- |
| Paysandu Sport Club Campeão (1º título) |

## Artilharia
| Gols | Jogador         | Equipe      |
| ---- | --------------- | ----------- |
| 6    | Rafael Grampola | Gama        |
| 4    | Betinho         | Paysandu    |
| 3    | Fabinho Alves   | Paysandu    |
| 3    | Raí             | Paysandu    |
| 3    | Wanderley       | Nacional-AM |
| 3    | Welthon         | Remo        |

## Maiores públicos
Esses são os dez maiores públicos da Copa Verde de 2016: 
| Nº | Público[PP] | Mandante      | Placar | Visitante     | Estádio           | Data        | Etapa     | Rodada | Ref.   |
| -- | ----------- | ------------- | ------ | ------------- | ----------------- | ----------- | --------- | ------ | ------ |
| 1  | 24 160      | Paysandu      | 2–0    | Gama          | Mangueirão        | 3 de maio   | Final     | Ida    | [ 20 ] |
| 2  | 21 537      | Remo          | 2–4    | Paysandu      | Mangueirão        | 23 de abril | Semifinal | Volta  | [ 21 ] |
| 3  | 14 118      | Paysandu      | 2–1    | Remo          | Mangueirão        | 20 de abril | Semifinal | Ida    | [ 22 ] |
| 4  | 9 087       | Paysandu      | 1–0    | Rio Branco-AC | Curuzu            | 7 de abril  | Quartas   | Ida    | [ 23 ] |
| 5  | 8 036       | Gama          | 2–1    | Paysandu      | Bezerrão          | 10 de maio  | Final     | Volta  | [ 24 ] |
| 6  | 6 575       | Remo          | 1–0    | Nacional-AM   | Mangueirão        | 6 de abril  | Quartas   | Volta  | [ 25 ] |
| 7  | 4 617       | Rio Branco-AC | 2–5    | Paysandu      | Arena da Floresta | 14 de abril | Quartas   | Volta  | [ 26 ] |
| 8  | 3 971       | Remo          | 4–0    | Náutico-RR    | Mangueirão        | 17 de março | Oitavas   | Volta  | [ 27 ] |
| 9  | 3 663       | Gama          | 1–2    | Aparecidense  | Bezerrão          | 23 de abril | Semifinal | Volta  | [ 28 ] |
| 10 | 3 600       | Paysandu      | 3–0    | Fast Clube    | Curuzu            | 27 de março | Oitavas   | Volta  | [ 29 ] |

- PP. ^ Considera-se apenas o público pagante

## Médias de público
Essas foram as médias de público dos clubes no Campeonato. Considera-se apenas os jogos da equipe como mandante e o público pagante:
| 1. Paysandu – 12 741 2. Remo – 10 694 3. Rio Branco-AC – 4 617 4. Gama – 4 379 5. Santos-AP – 3 020 6. Comercial-MS – 3 000 7. Nacional-AM – 2 707 8. Vila Nova – 2 233 9. Fast Clube – 2 050 | 1. Brasília – 1 808 2. Genus – 989 3. Águia de Marabá – 735 4. Espírito Santo – 591 5. Cuiabá – 499 6. Luverdense – 406 7. Interporto – 366 8. Aparecidense – 138 9. Náutico-RR – 0 |

## Classificação geral
| Pos | Equipes         | Pts | J | V | E | D | GP | GC | SG  | Classificação ou eliminação     |
| --- | --------------- | --- | - | - | - | - | -- | -- | --- | ------------------------------- |
| 1   | Paysandu        | 19  | 8 | 6 | 1 | 1 | 19 | 8  | +11 | Finalistas                      |
| 2   | Gama            | 12  | 8 | 3 | 3 | 2 | 10 | 7  | +3  | Finalistas                      |
| 3   | Remo            | 10  | 6 | 3 | 1 | 2 | 12 | 8  | +4  | Eliminados nas semifinais       |
| 4   | Aparecidense    | 10  | 6 | 3 | 1 | 2 | 8  | 6  | +2  | Eliminados nas semifinais       |
| 5   | Vila Nova       | 12  | 6 | 3 | 3 | 0 | 7  | 1  | +6  | Eliminados nas quartas de final |
| 6   | Cuiabá          | 7   | 4 | 2 | 1 | 1 | 4  | 3  | +1  | Eliminados nas quartas de final |
| 7   | Nacional-AM     | 5   | 4 | 1 | 2 | 1 | 8  | 7  | +1  | Eliminados nas quartas de final |
| 8   | Rio Branco-AC   | 0   | 3 | 0 | 0 | 3 | 3  | 8  | –5  | Eliminados nas quartas de final |
| 9   | Santos-AP       | 1   | 2 | 0 | 1 | 1 | 5  | 7  | –2  | Eliminados nas oitavas de final |
| 10  | Espírito Santo  | 1   | 2 | 0 | 1 | 1 | 0  | 2  | –2  | Eliminados nas oitavas de final |
| 10  | Comercial-MS    | 1   | 2 | 0 | 1 | 1 | 0  | 2  | –2  | Eliminados nas oitavas de final |
| 12  | Interporto      | 1   | 2 | 0 | 1 | 1 | 1  | 4  | –3  | Eliminados nas oitavas de final |
| 13  | Fast Clube      | 1   | 4 | 0 | 1 | 3 | 1  | 8  | –7  | Eliminados nas oitavas de final |
| 14  | Luverdense      | 0   | 2 | 0 | 0 | 2 | 0  | 5  | –5  | Eliminados nas oitavas de final |
| 15  | Náutico-RR      | 0   | 2 | 0 | 0 | 2 | 1  | 7  | –6  | Eliminados nas oitavas de final |
| 16  | Brasília        | 1   | 2 | 0 | 1 | 1 | 1  | 2  | –1  | Eliminado na fase preliminar    |
| 17  | Águia de Marabá | 6   | 2 | 2 | 0 | 0 | 4  | 0  | +4  | Excluídos da competição         |
| 18  | Genus           | 3   | 1 | 1 | 0 | 0 | 2  | 1  | +1  | Excluídos da competição         |